# سیمپلی رد
سیمپلی رد (به انگلیسی: Simply red) نام یک گروه مشهور سافت راک انگلیسی در دههٔ ۸۰ و ۹۰ میلادیست که بیش از ۵۰ میلیون آلبوم، از اواسط سال ۱۹۸۰ تاکنون فروخته است. فرد اصلی این گروه، مایک هکنل، خواننده و ترانه‌سرا است که حتی هنگامی که در سال ۲۰۱۰، اعضای اصلی این گروه از هم جدا شدند، عضو اصلی این گروه بود. اعضای گروه دوباره در سال ۲۰۱۵ به یکدیگر ملحق شده و این همکاری تاکنون ادامه دارد.
از ترانه‌های معروف و موفق این گروه، می‌توان Holding Back The Years و همچنین Stars را نام برد.